# Czarny Las (Pobereże)

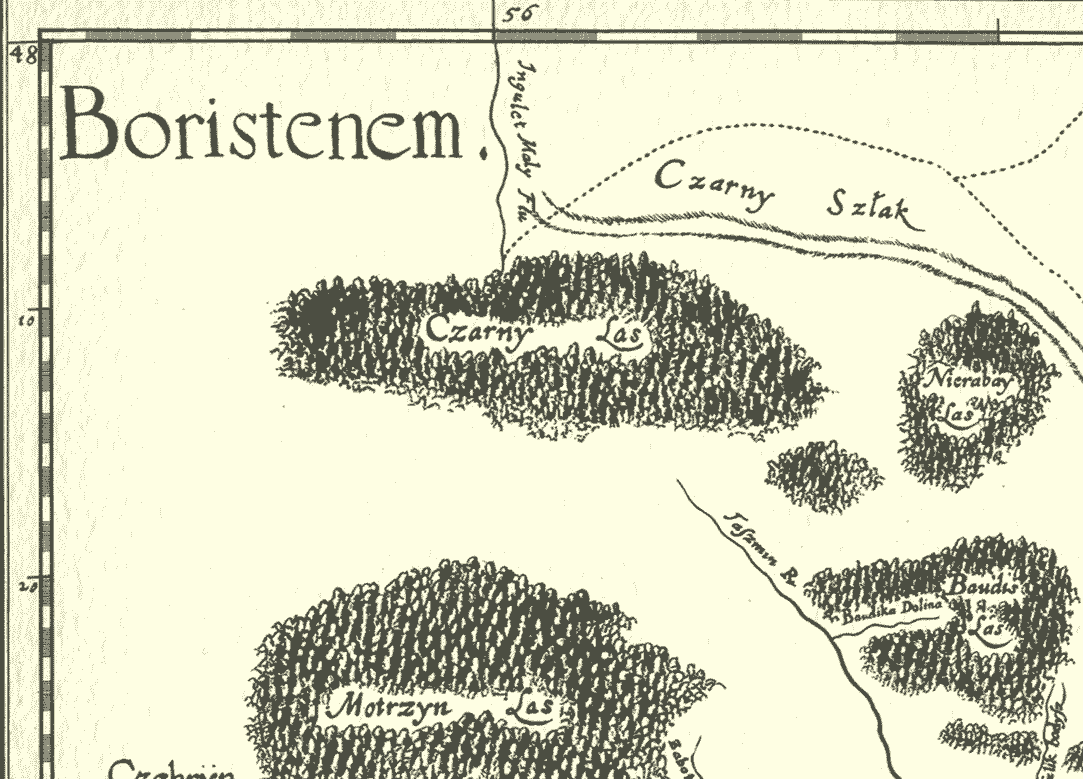
Czarny Las na mapie Wilhelma Beauplana z 1648

Czarny Las (łac. Silva Nigra) ― masyw leśny w rejonach znamiańskim i ołeksandriwskim obwodu kirowogradzkiego na Ukrainie, z którego Tatarzy wyruszali do łupieżczych wypraw na Wołyń Szlakiem Czarnym. Obecnie rezerwat przyrody, obejmujący m.in. pierwsze stanowisko kultury czarnoleskiej.